# Bộ Lão (老)
Bộ Lão, bộ thứ 125 có nghĩa là "già" là 1 trong 29 bộ có 6 nét trong số 214 bộ thủ Khang Hy.
Trong Từ điển Khang Hy có 22 chữ (trong số hơn 40.000) được tìm thấy chứa bộ này.

## Tự hình Bộ Lão (老)

Giáp cốt văn
Kim văn
Đại triện
Tiểu triện

## Chữ thuộc Bộ Lão (老)
| Số nét bổ sung | Chữ                     |
| -------------- | ----------------------- |
| 0              | 老/lão/ 耂 考           |
| 4              | 耄/mạo/ 者/giả/ 耆/chỉ/ |
| 5              | 耇/cẩu/ 耈/cẩu/ 耉/cẩu/ |
| 6              | 耊/điệt/ 耋/điệt/       |